# Libanoni polgárháború
A libanoni polgárháború egy többszereplős, több szemben álló féllel lezajló fegyveres konfliktus volt Libanonban 1975 és 1990 között. A konfliktus miatt 150 ezer ember halt meg és 1 millióan vándoroltak el az országból.

## Történelem
A polgárháború kitörésében jelentős szerepet játszott Libanon népességének sokszínűsége: a keresztények és a szunnita muszlimok alkották a többséget a tengerparti városokban; a síita muszlimok elsősorban Dél-Libanonban és a keleti Bekaa-völgyben éltek; drúzok és keresztények népesítették be az ország hegyvidéki területeit.
A politika és a keresztény vallás közötti kapcsolat az 1920-tól 1943-ig tartó Francia Mandátum alatt megerősödött, és az ország parlamenti struktúrája a libanoni keresztények vezető pozícióját részesítette előnyben, akik Libanon lakosságának többségét alkották. Az ország muszlim kisebbsége azonban már viszonylag nagy volt, és a palesztinok ezrei beáramlása – először 1948-ban, majd 1967-ben – hozzájárult Libanon demográfiai arányainak eltolódásához a végső muszlim többség felé.
A keresztények által uralt libanoni kormány a muszlimok, a pánarab ideológia követői és számos baloldali csoport növekvő ellenállásával szembesült. A keresztények többnyire a nyugati világ oldalára álltak, míg a muszlimok, a pánarabisták és a baloldaliak többnyire a szovjetpárti arab országok oldalára álltak
A libanoni keresztény milíciák és a palesztin felkelők – főleg a Palesztinai Felszabadítási Szervezet – közötti harcok 1975-ben kezdődtek, és szövetség létrehozását váltották ki a palesztinok és a libanoni muszlimok, pánarabisták és baloldaliak között. A háború során azonban ezek a szövetségek gyorsan és kiszámíthatatlanul változtak. Továbbá a belső viszály elmélyült, amikor külföldi hatalmak, nevezetesen Szíria, Izrael és Irán bekapcsolódtak a háborúba, illetve különböző frakciókkal együtt harcoltak. Különféle békefenntartó erők, például a libanoni többnemzetiségű erők és az Egyesült Nemzetek Ideiglenes Libanoni Hadereje is az országban állomásoztak ez idő alatt.
1989-ben a taifi egyezménnyel véget értek a harcok, mivel az Arab Liga által kinevezett bizottság megkezdte a konfliktus megoldásainak megfogalmazását. 1991 márciusában a libanoni parlament amnesztiáról szóló törvényt fogadott el, amely megkegyelmezett minden olyan politikai bűncselekménynek, amelyet a törvény hatálybalépése előtt követtek el. Ennek következtében 1991 májusában az összes Libanonban működő fegyveres csoportot feloszlatták, kivéve a Hezbollahot, az Irán által támogatott síita iszlamista terrorszervezetet. Noha a Libanoni Fegyveres Erők a konfliktus után lassan elkezdtek újjáépülni, mint Libanon egyetlen jelentős, nem felekezeti hadereje, a kormány továbbra sem tudta elérni a Hezbollah fegyveres erejét. Vallási feszültségek, különösen a síiták és a szunniták között, Libanon-szerte a polgárháború 1990-es befejezése óta továbbra is fennálltak.